# Pontcirc
Pontcirc (en francès Pontcirq) és un municipi francès situat al departament de l'Òlt i a la regió d'Occitània.
El municipi té Pontcirc com a capital administrativa, i també compta amb els agregats de lo Causse del Cluselh, lo Cluselh i Tornhac.

## Demografia
| 1962                                       | 1968 | 1975 | 1982 | 1990 | 1999 | 2006 |
| ------------------------------------------ | ---- | ---- | ---- | ---- | ---- | ---- |
| 120                                        | 144  | 140  | 141  | 141  | 151  | 148  |
| Des de 1962: població sense dobles comptes |      |      |      |      |      |      |

## Administració
| Període | Identitat      | Partit |
| ------- | -------------- | ------ |
| 2001-   | Thierry Catain |        |